# Artur Gorishti
Artur Gorishti (Tirana, 21 de febrero de 1962) es un fotógrafo, pintor y actor albanés.

## Biografía
En 1986, se graduó de la Academia de Bellas Artes de Tirana, en el Departamento de Aktorskim. Incluso, durante sus estudios, comenzó a colaborar con el director Kujtim Çashku en la película "Dora e Ngrohtë", interpretando uno de los papeles principales. La película Parullat provocó que se convirtiera en uno de los actores más famosos de la generación albanesa. También ha trabajado como asistente de dirección en varias películas. 
Sus pinturas se han exhibido varias veces en Grecia. La primera exposición tuvo lugar en 1993 en Salónica. Desde 1996, empezó a exhibir sus fotografías más a menudo. La primera exposición de arte de la fotografía Brenda Meje (Dentro de mí) se llevó a cabo en Tirana. En 1997, sus fotografías han recibido el primer premio en el "Marubi".

## Filmografía

### Actor
- Gjoleka Djali i Abazit (2006)
- Tirana, Année Zéro (2001)
- Parullat (2001)
- Unë ti dhe Kasandra (1999) (TV)
- Eja! (1987)
- Këmishët me Dyllë (1987)
- Në Emër të Lirisë (1987)
- Kronikë e Atyre Netëve (1986) (TV)
- Tre Njerëz me Guna (1985)
- Militanti (1984)
- Nxënsit e Klasës Sime (1984)
- Dora e Ngrohtë (1983)

### Asistente de Dirección
- Flutura në Kabinen Time (1988)